# Tipula (Lunatipula) pilicauda
Tipula (Lunatipula) pilicauda is een tweevleugelige uit de familie langpootmuggen (Tipulidae). De soort komt voor in het Palearctisch gebied.